# José Luis Pardo
José Luis Pardo (Madrid, 1954) és un filòsof i assagista espanyol.
Va rebre el Premi Nacional d'Assaig 2005 pel seu llibre La regla del juego. És catedràtic de la Facultat de Filosofia de la Universitat Complutense de Madrid, on imparteix Corrents Actuals de la Filosofia. També treballa a l'Escola Contemporània d'Humanitats. Se'l considera un dels difusors més notables del pensament de Gilles Deleuze a Espanya. És especialista en filosofia francesa contemporània i ha traduït autors com Guy Debord, Giorgio Agamben o Emmanuel Lévinas. Col·laborador habitual en diverses publicacions especialitzades, algunes de les seves publicacions destacades són La regla del juego. Sobre la dificultad de aprender filosofía (Premi Nacional d'Assaig, 2004), La intimidad (València, Pre-textos, 2004), Esto no es música. Introducción al malestar de la cultura de masas (2007) i Nunca fue tan hermosa la basura (2010).